# タポア県
タポア県(フランス語：Tapoa)はブルキナファソの東部地方の県。
2006年の人口は約34.2万人。
県都はディアパガ。

## 行政区画

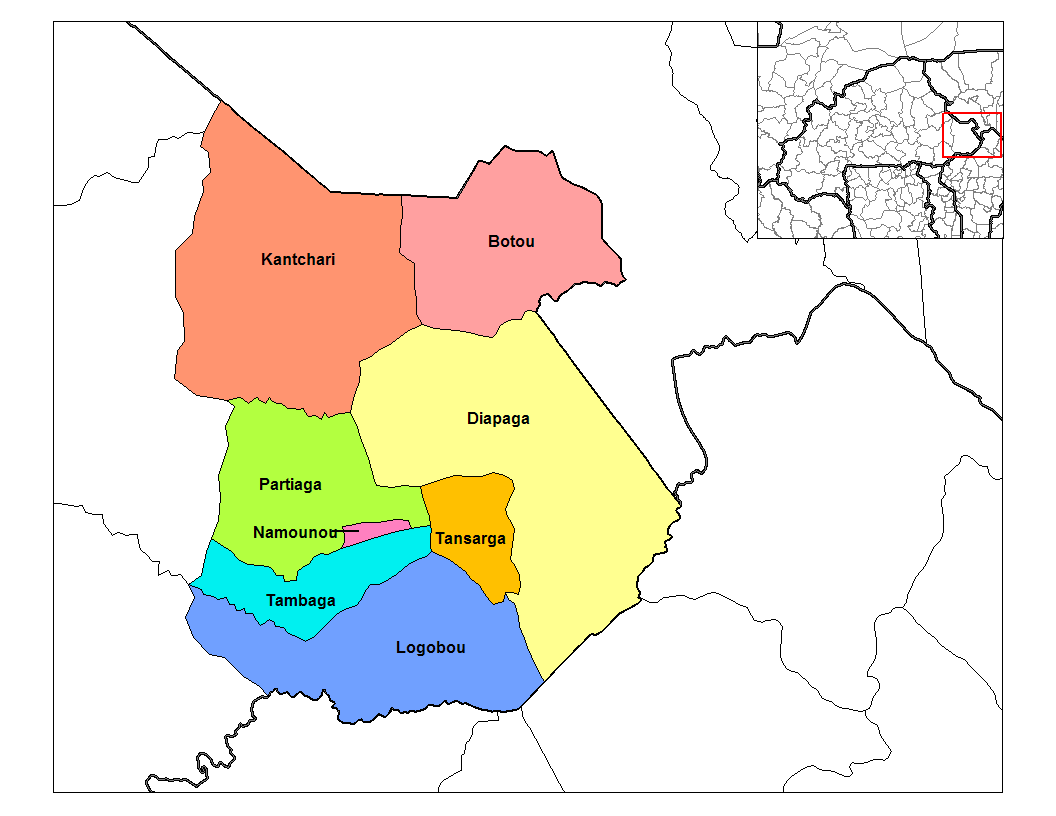
タポア県の郡

| 郡             | 郡都         | 2006年の人口 |
| -------------- | ------------ | ------------ |
| ボトゥー郡     | ボトゥー     | 46,898       |
| ディアパガ郡   | ディアパガ   | 32,260       |
| カンチャリ郡   | カンチャリ   | 59,150       |
| ロゴブー郡     | ロゴブー     | 61,422       |
| ナムヌー郡     | ナムヌー     | 15,077       |
| パルティアガ郡 | パルティアガ | 50,303       |
| タンバガ郡     | タンバガ     | 41,137       |
| タンサルガ郡   | タンサルガ   | 35,535       |

## 地理
- 北～東：ニジェール
- 南：ベナン
- 南西：コンピエンガ県
- 西：グルマ県
- 北西：コモンジャリ県